# Santiago de los Santos Garza Zambrano
Santiago de los Santos Garza Zambrano (* 31. Oktober 1837 in Monterrey; † 26. Februar 1907) war ein mexikanischer Geistlicher und römisch-katholischer Erzbischof von Linares o Nuevo León.

## Leben
Santiago de los Santos Garza Zambrano empfing am 4. November 1860 das Sakrament der Priesterweihe.
Am 19. Januar 1893 ernannte ihn Papst Leo XIII. zum ersten Bischof von Saltillo. Der Erzbischof von Linares o Nuevo León, Jacinto López y Romo, spendete ihm am 14. Februar 1951 die Bischofsweihe. Die Amtseinführung fand am 19. Juni 1893 statt. Am 12. Februar 1898 ernannte ihn Leo XIII. zum Bischof von León. Die Amtseinführung erfolgte am 7. Mai desselben Jahres. Papst Leo XIII. ernannte ihn am 2. März 1900 zum Erzbischof von Linares o Nuevo León. Am 19. April desselben Jahres erfolgte die Amtseinführung.